# MR Nr. 2290
Die Dampflokomotive 2290 der britischen Midland Railway (MR) war – abgesehen von einer erfolglosen, für Versuchszwecke erbauten Tenderlokomotive der Great Eastern Railway (GER) aus dem Jahr 1902 – die einzige je in Großbritannien erbaute und eingesetzte Lokomotive der Achsfolge E. Sie wurde 1919 von den Derby Works der Midland Railway speziell für Einsätze als Schiebelokomotive auf der sogenannten Lickey Incline, einer Steilstrecke mit 26,5 ‰ Steigung auf der Strecke der heutigen Cross-Country Route südlich von Birmingham in Worcestershire zwischen den Bahnhöfen von Barnt Green und Bromsgrove erbaut. 1956 wurde die Maschine ausgemustert.

## Geschichte
Die 1840 eröffnete Strecke von Gloucester nach Birmingham erforderte über die Lickey Incline, die auf über drei Kilometern kontinuierlich mit 26,5 ‰ ansteigt, zu Zeiten der Dampftraktion ein Nachschieben bei fast allen Zügen in Richtung Birmingham. 1919 beschaffte die Midland Railway, die ansonsten durch ihre „Small Engine Policy“ bekannt war und deren größte Güterzuglokomotiven lediglich die Achsfolge C (drei Kuppelachsen) aufwiesen, dafür als Einzelexemplar eine Lokomotive der Achsfolge E. Die Maschine war die größte je für die Midland Railway gebaute Lokomotive und wurde abgesehen von einzelnen Versuchsfahrten während ihrer gesamten Einsatzzeit ausschließlich als Schiebelokomotive auf der Lickey Incline eingesetzt. Außer einer Versuchslokomotive der GER, die 1902 erbaut worden war, deren unübliches Zylinderarrangement sich jedoch nicht bewährte und die nach wenigen Probefahrten wieder abgestellt wurde, blieb die Maschine die einzige mit ihrer Achsfolge im britischen Eisenbahnnetz. Zwischen 1923 und 1947 war sie im Bestand der London, Midland and Scottish Railway (LMS), in der die Midland Railway infolge des Railways Act 1921 aufgegangen war. Die LMS behielt die Nummerierung der MR bei, erst 1947 wurde die Nummer auf 22290 geändert. Ab 1948 gehörte sie nach der Verstaatlichung der britischen Privatbahnen durch den Transport Act 1947 zu British Railways und erhielt die neue Nummer 58100. Im Mai 1956 wurde die während ihrer gesamten Dienstzeit im Depot Bromsgrove stationierte Maschine ausgemustert und im Folgejahr im April 1957 in Derby verschrottet, ihre Aufgaben auf der Steilstrecke übernahmen Lokomotiven der BR-Standardklasse 9F.
Die auch als Lickey Banker bezeichnete Maschine erhielt von den Eisenbahnern die Spitznamen „Big Bertha“ oder „Big Emma“. Um ihre Wartungsaufenthalte zu reduzieren, hielt die Werkstatt in Derby einen passenden Ersatzkessel vor, der bei den nötigen Fristarbeiten jeweils ausgetauscht wurde.

## Technik
Auch die Technik der Nr. 2290 war für britische Verhältnisse ungewöhnlich. Die vier mit Frischdampf angetriebenen Zylinder waren mit 1 zu 7 stark geneigt und trieben alle den mittleren Kuppelradsatz an. Aus Platzgründen erhielten die Innenzylinder keine eigenen Kolbenschieber, sondern wurden durch die großen Kolbenschieber der Außenzylinder über kreuzweise angeordnete Dampfkanäle mitversorgt. Diese Bauweise wurde bei keiner anderen britischen Lokomotive angewendet. Vorbild war dafür die Reihe 470 der italienischen Staatsbahnen Ferrovie dello Stato (FS), die allerdings als Verbundlokomotive ausgeführt war. Angesteuert wurden beide Schieber über eigene Walschaerts-Steuerungen.
Speziell für ihre Einsätze als Schiebelokomotive erhielt die Lokomotive einen leistungsstarken elektrischen Scheinwerfer über der Rauchkammer. Dieser wurde nach der Ausmusterung der Maschine im Mai 1956 auf der Lokomotive 92079 der BR-Standardklasse 9F montiert, die als Nachfolgerin die Dienste auf der Lickey Incline übernahm. Zum Schutz des Personals erhielt der Tender der Lokomotive, der ursprünglich für die als Paget-Lokomotive bekannte Versuchslokomotive 2299 der Midland Railway erbaut worden war, ein kurzes Dach.